# Karl Theodor Zingeler
Karl Theodor Zingeler (* 7. Juni 1845 in Bonn; † 14. Februar 1923 in Sigmaringen) war ein deutscher Historiker, Geheimer Hofrat und von 1891 bis 1915 Leiter des Fürstlich Hohenzollerischen Haus- und Domänenarchivs.

## Leben
Der am 7. Juni 1845 in Bonn geborene Karl Theodor Zingeler erlernte nach dem Besuch der Elementarschule wegen Mittellosigkeit seiner Eltern zunächst das Metzgerhandwerk. Nach der Lehre widmete sich der damals 19-Jährige den Gymnasialstudien. Über Eigenstudium und Privatunterricht legte er 1868 in Bonn als Externer die Maturitätsprüfung ab, worauf er drei Jahre lang an der Universität Bonn Mathematik, Naturwissenschaft und Neuere Sprachen studierte.
1871 verpflichtete ihn der damalige Erbprinz Leopold von Hohenzollern (1835–1905) als Prinzenerzieher seiner beiden ältesten Söhne Wilhelm (1864–1927) und Ferdinand (1865–1927) am Sigmaringer Hof. 1873 promovierte Karl Theodor Zingeler mit der Dissertation „Ueber die Spaltöffnungen der Carices“ an der Philosophischen Fakultät der Universität zu Rostock zum Dr. phil. Er übte die Stelle bis 1875 aus, sein Nachfolger war Generalmajor von Schilgen.
1875 wurde er als Archivassessor am Fürstlich Hohenzollerischen Haus- und Domänenarchiv in Sigmaringen angestellt, ab 1886 mit dem Titel des Fürstlich Hohenzollerischen Hofrats. 1891 trat er die Nachfolge von Eugen Schnell (1818–1897) als Archivleiter an.
In dieser Funktion arbeitete sich Zingeler, von seiner Ausbildung her als Laie zu betrachten, in geradezu erstaunlicher Weise in die Geschichte der Hohenzollernschen Lande ein und beschäftigt sich sowohl mit dessen Baudenkmalen als auch den archäologischen Fundstellen und Funden. Zu seinen bedeutendsten Veröffentlichungen im Bereich der Hohenzollerischen Landesarchäologie zählt die zusammenfassende Arbeit „Die vor- und frühgeschichtliche Forschung in Hohenzollern“ mit einem ausführlichen Fundstellenverzeichnis in den „Mittheilungen des Vereins für Geschichte & Altertumskunde in Hohenzollern“ (1894). Zudem legte er dem von ihm und dem Architekten Wilhelm Friedrich Laur (1858–1934) bearbeiteten Band „Die Bau- und Kunst-Denkmäler in den Hohenzollen'schen Landen“ (1896) eine archäologische Karte bei. Für diese Inventarisationsarbeiten half ihm der aus Ebingen stammende Apotheker Hyronimus Edelmann (1853–1922), der sich 1894 als Privatier in Sigmaringen niedergelassen hatte und ab 1895 Gauobmann des Schwäbischen Albvereins war. Bei seinen Besuchen sämtlicher bis dahin bekannten Fundstellen gelangen Zingeler auch eine Reihe von neuen Entdeckungen. Mit seinem Inventar schuf er die Basis für weitere archäologische Forschungen in Hohenzollern.
1897 heiratet er Olga Eulenstein Pischek (1850–1932), sie war die Tochter des Opensängers Johann Baptist Burghard Pischek (1814–1873) und in erster Ehe mit Karl Theodor Eulenstein (1845–1923) Fürstlich Hohenzollerischer Hofrat und von 1899 bis 1915 Direktor des Fürstlich Hohenzollersches Haus- und Domänenarchiv (Sigmaringen).
1899 wurde Theodor Zingeler zum Archivdirektor befördert. 1908 erhielt er den Titel des Fürstlich Hohenzollerischen Geheimen Hofrats. Im Jahr 1915 schied Zingeler aus dem Amt der Archivdirektors aus. Neben einer großen Zahl von historischen, kulturhistorischen, heraldischen und topographischen Werken veröffentlichte Zingler in dieser Zeit mehrere Arbeiten über das Land und das Fürstengeschlecht Hohenzollern.
Ab 1879 war er Ehrenmitglied der katholischen Studentenverbindung KStV Alamannia Tübingen.
Er verstarb am 14. Februar 1923 in Sigmaringen. Laur, seit 1896 zum ehrenamtlichen Landeskonservator der Hohenzollerischen berufen, nahm sich nun, soweit ihm dies möglich war, auch Zingelers archäologischen Aufgaben an.

## Werke
Monographien (Auswahl)
- Ueber die Spaltöffnungen der Carices: Inaugural-Dissertation. Druck von J. F. Carthaus, Bonn 1873, MDZ-Digitalisat.
- Karl Anton von Hohenzollern und die Beziehungen des fürstlichen Hauses Hohenzollern zu dem Hause Zähringen baden. Tappen, Sigmaringen 1884 (Digitalisat)
- In Zusammenarbeit mit Wilhelm Friedrich Laur: Die Bau- und Kunst-Denkmäler in den Hohenzollern’schen Landen. Paul Neff Verlag, Stuttgart 1896, Google-Digitalisat (PDF), Digitalisat der UB Heidelberg.
- mit Ernst Berner, Julius Großmann und Georg Schuster: Genealogie des Gesamthauses Hohenzollern. Nach den Quellen. Berlin 1905, Digitalisat.

Aufsätze (Auswahl)
- Die vor- und frühgeschichtliche Forschung in Hohenzollern. In: Mittheilungen des Vereins für Geschichte & Altertumskunde in Hohenzollern, XXVII. Jahrgang 1893/94. M. Liehner’sche Hofbuchdruckerei, Sigmaringen 1894, MDZ-Digitalisat.